# Anse Duquery
Anse Duquery est une baie de Guadeloupe située en Basse-Terre sur la commune de Trois-Rivières.

## Géographie

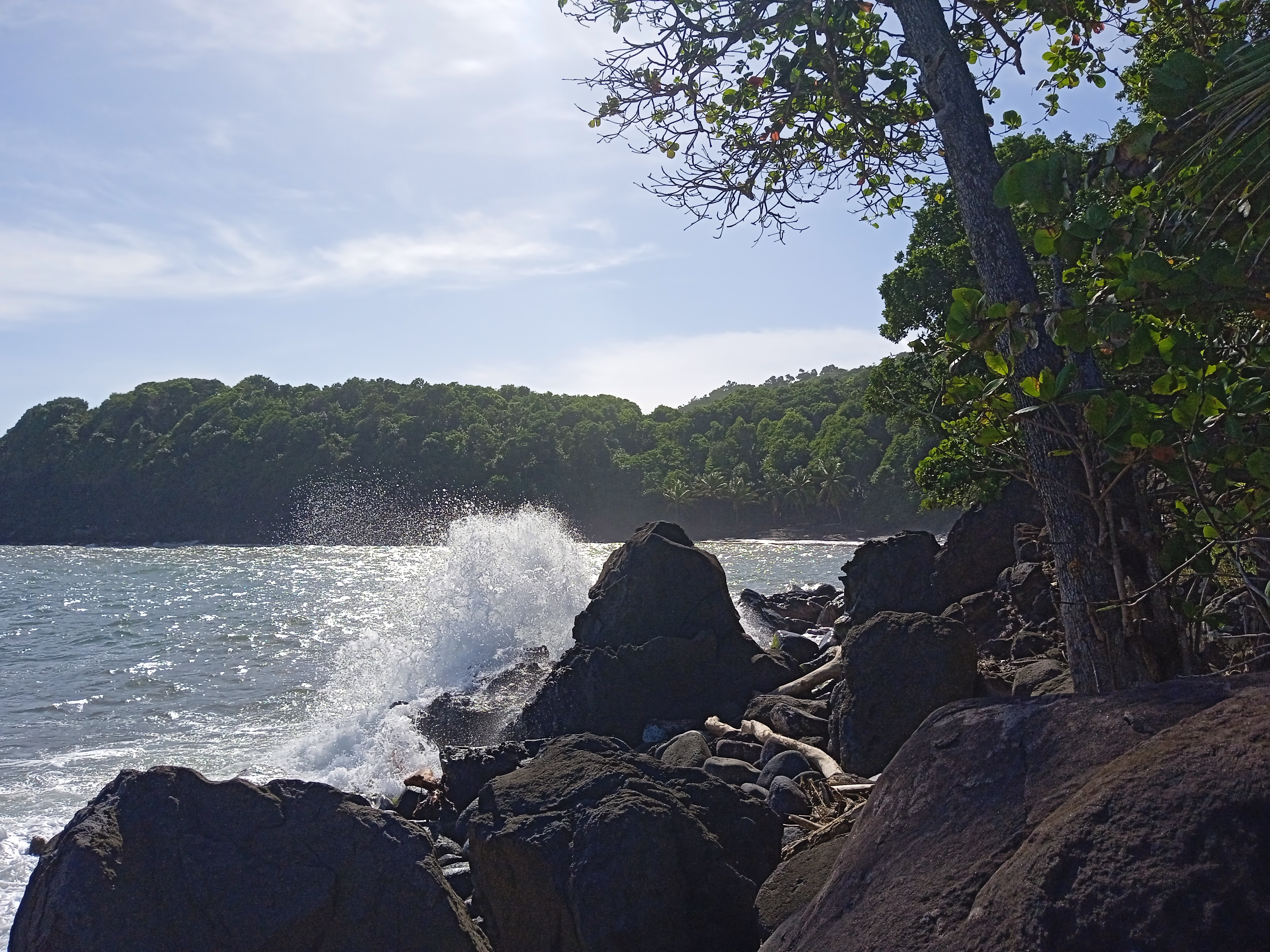
Anse Duquery et pointe Saint-Jacques.

L'anse Duquery se trouve entre la pointe Saint-Jacques à l'ouest et l'anse des Galets à l'est. 
La rivière du Petit Carbet s'y jette.